# Rode Kruis
Het Rode Kruis is een wereldwijde hulpverleningsorganisatie waarvan de werking in zeven basisbeginselen is gegoten: menslievendheid, neutraliteit, onpartijdigheid, onafhankelijkheid, vrijwilligheid, eenheid en algemeenheid (ook wel universaliteit genoemd). Deze beginselen vormen de grondslag voor de activiteiten van het Rode Kruis en worden weerspiegeld in alle acties van de vrijwilligers van het Rode Kruis. Het Rode Kruis is met bijna 100 miljoen leden, vrijwilligers en supporters en 192 nationale organisaties de grootste humanitaire organisatie in de wereld.

## Geschiedenis

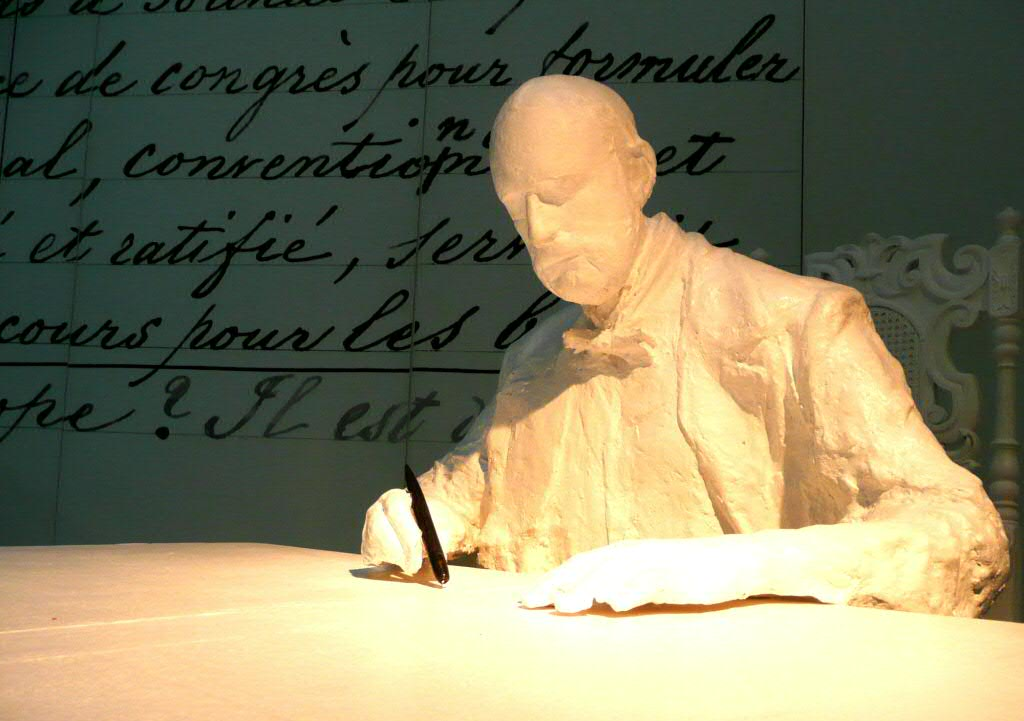
Henri Dunant in het Internationaal Rode Kruis en Rode Halvemaan Museum in Genève, Zwitserland.

### Slag bij Solferino
De aanleiding van de oprichting van het Rode Kruis was de Slag bij Solferino tussen enerzijds het leger van het Koninkrijk Sardinië en het Franse leger onder keizer Napoleon III en anderzijds het Oostenrijkse leger in 1859. Na de veldslag bleven 40.000 slachtoffers op het slagveld achter. Duizenden gewonden stierven, omdat er onvoldoende medische hulp kon worden geboden. Jean Henri Dunant (1828–1910), een Zwitserse bankier, kwam toevallig een dag na de veldslag aan in Solferino. Dunant was zo gechoqueerd over wat hij zag dat hij zelf het initiatief nam en de bevolking opriep, speciaal de vrouwen, om snel hulp te verlenen aan de gewonden en de zieken.

### Een herinnering aan Solferino
Toen Dunant terugkeerde naar Genève, besloot hij een boek te schrijven over zijn ervaringen in Solferino. Dit boek, genaamd Un souvenir de Solferino (Een herinnering aan Solferino), werd gepubliceerd in 1862 op Dunants eigen kosten. In het boek beschreef hij zijn ervaringen van de veldslag en de omstandigheden daarna. Hij beschreef ook het idee om in de toekomst een neutrale organisatie op te richten, die de gewonden verzorgde als er een oorlog plaatsvond.

### Conferentie van Genève
Op 29 oktober 1863 eindigt een conferentie van vertegenwoordigers van zestien staten en vier filantropische instellingen in Genève. Ze keuren het voorstel van Henri Dunant goed om verenigingen van vrijwillige hulpverleners op te richten. Deze datum kan beschouwd worden als de geboortedag van het Internationale Rode Kruis. Op 22 augustus 1864 werd het Rode Kruis officieel opgericht.

### Rode Kruis in de Tweede Wereldoorlog
Eind 1945 besloot het bestuur van het Nederlandse Rode Kruis dat er een onderzoek zou komen naar de hulpverlening door het Rode Kruis gedurende de oorlog. Er was vanuit de illegaliteit grote kritiek gekomen op het ontbreken van hulp door het Rode Kruis van hulp aan de Nederlanders in de concentratiekampen. Het grootse verwijt was dat gevangenen van andere landen rijkelijk werden voorzien van voedselpakketten, terwijl vanuit Nederland dit slechts mondjesmaat gebeurde.
Het Rode Kruis stelde zich op het standpunt dat alleen hulp aan krijgsgevangenen en gijzelaars onder de toen heersende conventie van Genève was toegestaan. Men hanteerde een aantal definities betreffende de gevangen Nederlanders in Duitse gevangenissen en concentratiekampen. Krijgsgevangenen(verzetstrijders), civiele en politieke gevangenen, en gijzelaars. Nederlandse Joden, Roma en Sinti Zigeuners vielen onder geen enkele van deze definities.
Het onderzoek dat toen plaats vond, staat bekend als de "Pakkettencommissie" of de "Commissie Vorrink".
Het rapport werd gepubliceerd op 1 december 1947 en de conclusie was dat het in de oorlog bij het bestuur van het Nederlands Rode Kruis had ontbroken aan fantasie, initiatief en moed, en als zeer formalistisch moet worden omschreven.
Ook de Parlementaire Enquêtecommissie 1940-1945 betrok in haar onderzoek de werkzaamheden van het Rode Kruis. Zij kwam echter ten aanzien van het Rode Kruis niet tot één samengevatte conclusie, maar beperkte zich tot conclusies over incidentele gevallen.
In 2012 erkende de directeur van het Rode Kruis Cees Breederveld dat het Rode Kruis in de Tweede Wereldoorlog niets had gedaan om de Nederlandse Joden die gedeporteerd werden te helpen.
Hij gaf het NIOD de opdracht om een onafhankelijk onderzoek naar de rol van het Rode Kruis in de Tweede Wereldoorlog uit te voeren.

### Cyberaanval en diefstal van gegevens
Op 19 januari 2022 maakte het Rode Kruis bekend dat een geraffineerde aanval is uitgevoerd gericht op de computerservers waarmee het Rode Kruis werkt. Hierbij zijn persoonsgegevens van meer dan 515.000 "zeer kwetsbare personen" buitgemaakt. Het gaat hierbij bijvoorbeeld om data van het Restoring Family Links programma van het Rode Kruis om contacten tussen familieleden te herstellen. Omdat dit veelal gaat om vluchtelingen of slachtoffers van rampen en oorlogsgeweld kan het uitlekken van deze data de veiligheid van mensen ernstig in gevaar brengen. 

## Organisatie

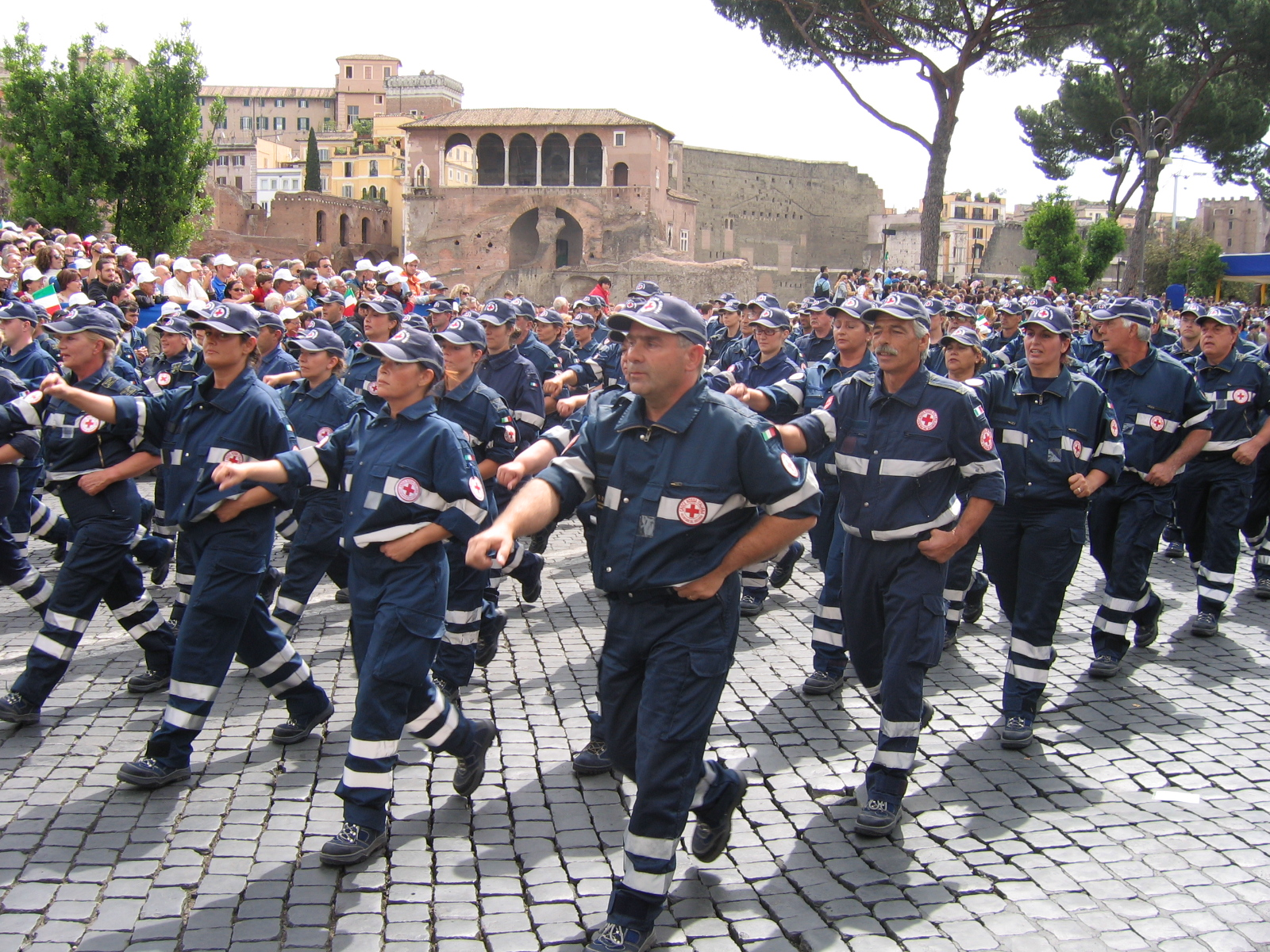
Vrijwilligersparade in Rome

De Internationale Rode Kruisbeweging bestaat uit drie onderdelen:
- nationale Rode Kruis- en Rode Halve Maanverenigingen (onder meer het Nederlandse Rode Kruis en het Belgische Rode Kruis die de eerste Rode Kruisvereniging in een land oprichtte)
- Internationaal Comité van het Rode Kruis of ICRC
- Internationale Federatie van Rode Kruis- en Rode Halve Maanverenigingen of IFRC

Binnen elk land kan één nationale Rode Kruis- of Rode Halve Maanvereniging worden opgericht. Deze vervult humanitaire taken die beantwoorden aan de specifieke behoeften van de bevolking in haar land.

## Emblemen

Rode Kruis

Het Rode Kruis is een embleem dat volgens de Verdragen van Genève aan humanitaire en medische voertuigen en gebouwen bescherming biedt tegen militaire aanvallen. Het werd in 1864 vastgelegd tijdens de eerste Conventie van Genève.
De oprichter van het Rode Kruis, de Zwitserse bankier Henri Dunant, heeft het symbool afgeleid van de vlag van Zwitserland waarop een wit kruis op een rode achtergrond staat maar waarvan hij de kleuren verwisselde. Men noemt het symbool ook wel het "Kruis van Genève".

Rode Halve Maan

In 1876 werd voor het eerst een Rode Halve Maan gebruikt in de Russisch-Turkse oorlog. De Rode Halve Maan werd later door verscheidene andere islamitische landen overgenomen, omdat het kruis er werd geassocieerd met de kruistochten en als christelijk symbool onaanvaardbaar bleek. In 1929 werd dit als tweede embleem door de Staten in de Verdragen van Genève erkend.

Rode Swastika

In 1922 werd de Rode Swastika in een een Pekingnese Daoyuan opgericht door onder andere Qian Nengxun.

Rode Leeuw en Zon

In het verdrag van Genève werd ook de Rode Leeuw en Zon, die door het toenmalige Perzië werd gebruikt, erkend. Er werd eveneens afgesproken geen bijkomende emblemen op te nemen, om een woekering van emblemen te voorkomen. Heel wat landen wilden immers hun eigen nationaal symbool als embleem erkend zien. Sinds de Islamitische Revolutie in 1979 heeft Iran de voorkeur gegeven aan het gebruik van de Rode Halve Maan.
De keuze voor een van de erkende emblemen is een van de voorwaarden waaraan nationale Rode Kruis- of Rode Halve Maanverenigingen moeten voldoen om in de internationale Rode Kruis- en Rode Halve Maanbeweging opgenomen te worden. Een aantal staten kan zich niet vinden in de erkende internationale emblemen. Staten die verschillende religieuze bevolkingsgroepen hebben, maken liever geen keuze voor een van beide emblemen. Dit is bijvoorbeeld het geval voor Eritrea met aanzienlijke islamitische en christelijke bevolkingsgroepen, dat bij voorkeur zowel de halve maan als het kruis gebruikt.
De bestaande emblemen worden niet overal als neutraal opgevat. Zo bijvoorbeeld in Irak, waar Rode Kruismedewerkers, wegens een te grote associatie met de westerse coalitietroepen, het symbool van hun gebouw hebben verwijderd.

Rode Magen David Adom

In Israël gebruikt de hulporganisatie Magen David Adom een rode davidster. Dit symbool is in 1949, direct na de oprichting van de staat, afgekeurd als een van de officiële symbolen van de Rode Kruisbeweging. Hierdoor kon de hulporganisatie lange tijd niet toetreden tot de Internationale Rode Kruis- en Rode Halve Maanbeweging. Volgens het Amerikaanse Rode Kruis was de "uitsluiting van de MDA van de Rode Kruisbeweging en de Rode Kruisfederatie, die nu uit de 181 nationale organisaties in soevereine naties bestaat, verraad van de fundamentele principes van het Rode Kruis." De Amerikaanse Rode Kruisorganisatie oefende door het achterhouden van bijdragen druk uit op de Internationale Rode Kruisbeweging om deze situatie op te lossen. Op 22 juni 2006 werd Magen David Adom, tegelijkertijd met de Palestijnse Halve Maan, toegelaten tot de Internationale Rode Kruisorganisatie.

### De Rode Ruit

Rode Ruit

Na lange onderhandelingsrondes heeft een diplomatieke conferentie op 8 december 2005 besloten om het zogeheten derde aanvullende Protocol bij de Conventie van Genève goed te keuren. Dit protocol heeft als bijkomend embleem ingevoerd een rood kader, vierkant van vorm, op een witte achtergrond. Dit embleem wordt in het genoemde protocol aangeduid als „emblème du troisième Protocole” of „third Protocol emblem”, in de Nederlandse vertaling is dit het „embleem van het derde Protocol”. Het Nederlandse Rode Kruis verwijst naar dit embleem als de Rode Ruit. In het Engels en het Frans wordt de voorkeur aan de benaming "rode kristal" gegeven, daar op die manier de afkorting RC evengoed voor Red Cross, Red Crescent en Red Crystal respectievelijk CR voor croix rouge, croissant rouge en cristal rouge kan staan. Net zoals de andere emblemen – het rode kruis en de rode halve maan – is de rode ruit een beschermd embleem.
Het embleem van het derde protocol voldoet aan de vooropgestelde maatstaven: 
- rood
- eenvoudig aan te brengen
- goed zichtbaar op afstand
- nog niet geclaimd
- geen religieuze of politieke gevoelswaarde

In het derde aanvullende protocol werd ook nogmaals bevestigd dat de rode leeuw en zon, hoewel het nergens meer wordt gebruikt, nog steeds erkend wordt als officieel embleem.
De toevoeging van de rode ruit verandert dus niets aan het statuut van de rode leeuw en zon.

### Gebruik van het Rode Kruis

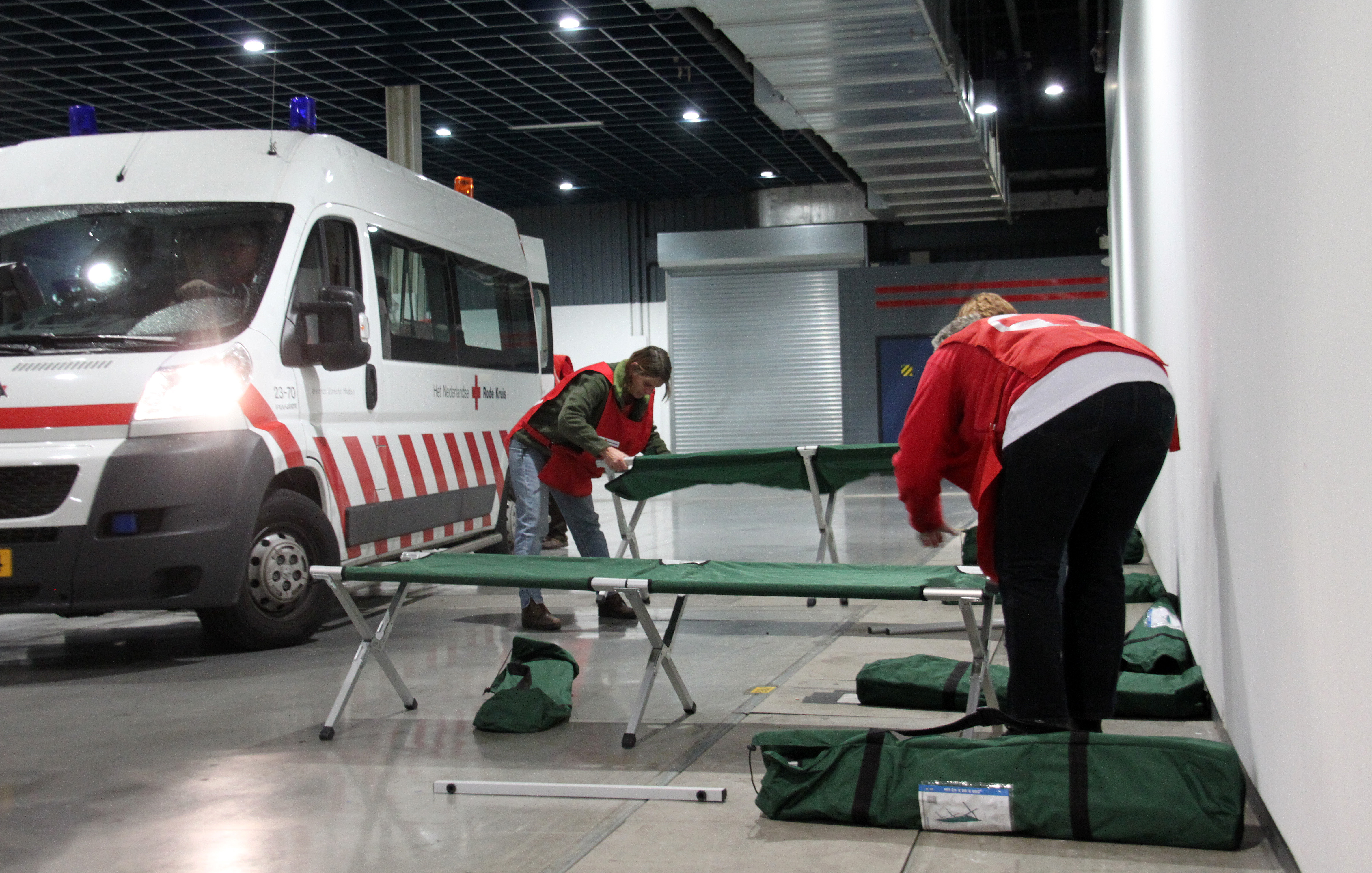
Vrijwilligers van het Rode Kruis plaatsen veldbedden in de Jaarbeurs tijdens een grote treinstoring in Utrecht.

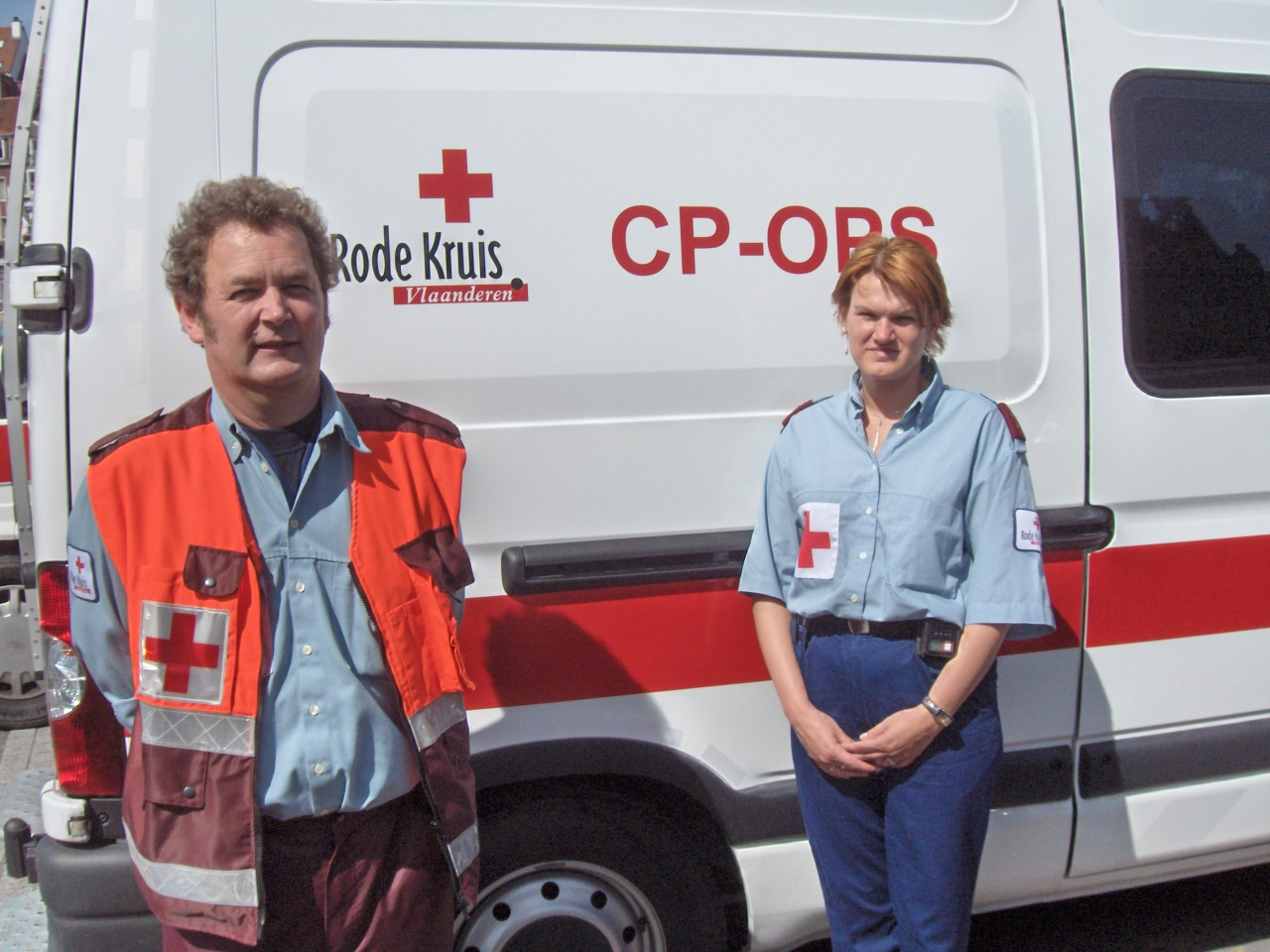
Medewerkers van Rode Kruis-Vlaanderen

Volgens de Verdragen van Genève mag het Rode Kruissymbool alleen voor de volgende zaken en personen worden gebruikt:
- faciliteiten voor de verzorging van gewonde en zieke militairen,
- militair medisch personeel en uitrusting,
- militaire geestelijke verzorgers
- het Internationale Comité van het Rode Kruis, de Internationale Federatie van Rode Kruis- en Rode Halve Maanverenigingen en de verschillende nationale Rode Kruis- en Rode Halve Maanverenigingen.

Het gebruik van het Rode Kruisembleem is in Nederland beschermd door het Wetboek van Strafrecht (artikel 435c), in België is het beschermd door het Strafwetboek (artikel 136quater, §1, 29°):
Nederland:
Hij die, zonder daartoe gerechtigd te zijn, gebruikmaakt van het rode-kruisteken of van de woorden "Rode Kruis" of "Kruis van Genève", of van daarmede door de wetten en gebruiken van de oorlog gelijkgestelde tekens of woorden, dan wel van tekens of woorden die daarvan een nabootsing zijn, wordt gestraft met hechtenis van ten hoogste een maand of geldboete van de tweede categorie.
België:
(Zij die) perfide gebruik (maken) van het embleem van het rode kruis of de rode halve maan of van andere beschermende emblemen erkend door het internationaal humanitair recht, op voorwaarde dat zulks de dood of ernstig lichamelijk letsel ten gevolge heeft [...] worden gestraft met opsluiting van twintig jaar tot dertig jaar als zij hetzij een ongeneeslijk lijkende ziekte, hetzij een blijvende ongeschiktheid tot het verrichten van persoonlijk werk, hetzij het volledige verlies van het gebruik van een orgaan, hetzij een zware verminking ten gevolge hebben gehad. Zij worden gestraft met levenslange opsluiting indien zij de dood van een of meer personen ten gevolge hebben gehad.
Afbeeldingen van het Rode Kruissymbool kan men ondanks het hierbovengestelde ook op onderscheidingen of delen van een ridderorde vinden. Het was toegevoegd aan de Pruisische Kroonorde en de Orde van de Rode Adelaar. Het was ook het kruis van de Russische damesorde Orde van het Rode Kruis voor Vrouwen en Meisjes en is opgenomen in het Pruisische Kruis van Verdienste voor Vrouwen en Maagden.
In Nederland is het kruis op een aantal onderscheidingen afgebeeld, bijvoorbeeld de Medaille van het Nederlandsche Roode Kruis, ook wel de "regeringsmedaille" genoemd en de onderscheidingen van het Nederlandse Rode Kruis. Ook op de onderscheidingen van het Belgische Rode Kruis komt het symbool voor.

## Humanitair Oorlogsrecht

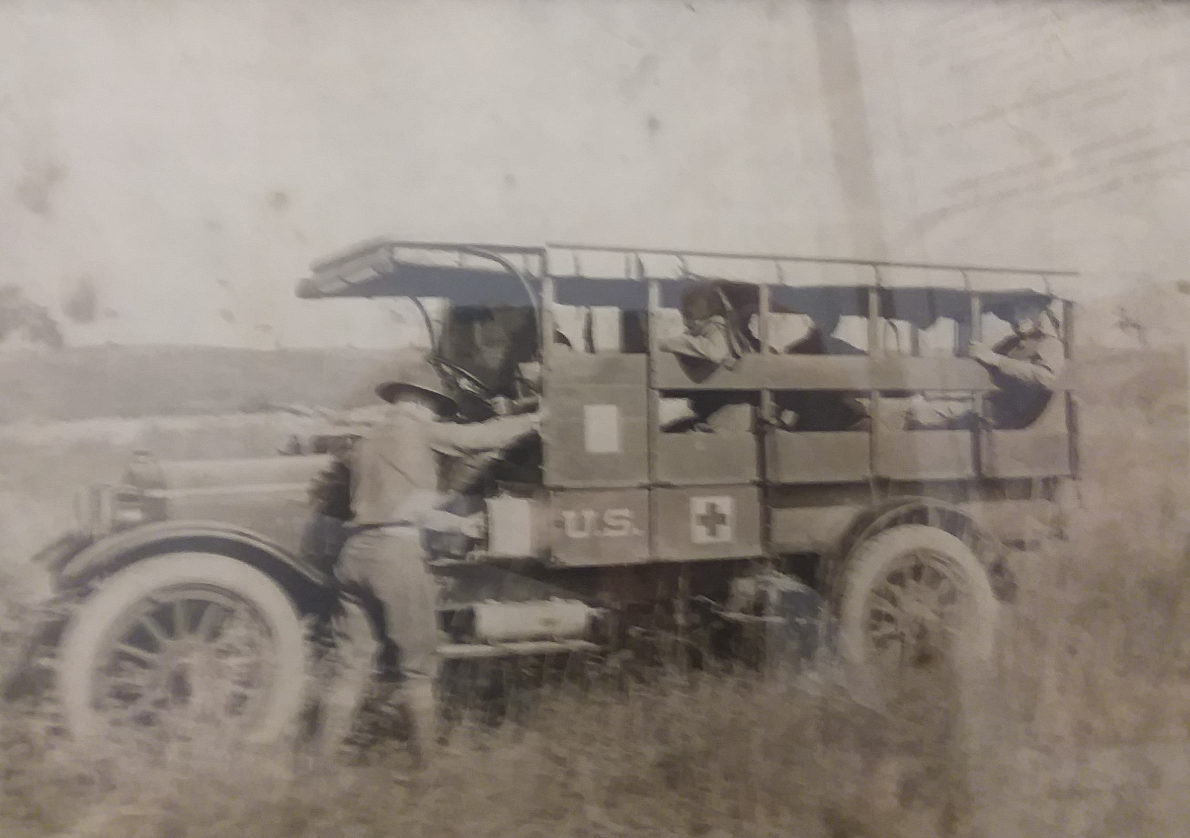
Een ambulance van het Rode Kruis in 1917.

Het Rode Kruis is de drijvende kracht achter de ontwikkeling van het internationaal humanitair recht. Dit oorlogsrecht is onlosmakelijk met het Rode Kruis verbonden door grondlegger Henri Dunant.
Veel oorlogsrechtgerelateerde taken van het Rode Kruis zijn opgenomen in de Geneefse Conventies en de Aanvullende Protocollen. Een belangrijk voorbeeld daarvan is de bescherming van, en hulp aan, oorlogsslachtoffers. Ook bezoekt het Internationaal Comité van het Rode Kruis krijgsgevangen en gedetineerde burgers, om na te gaan of hun behandeling in overeenstemming is met het humanitair oorlogsrecht. Gesprekken met deze gevangenen vinden plaats onder vier ogen.
Wanneer het Internationale Rode Kruis constateert dat schendingen van het humanitair oorlogsrecht in een land plaatsvinden, rapporteert het Internationale Rode Kruis dat aan de autoriteiten van dat land. Zulke rapporten zijn strikt vertrouwelijk. In uitzonderlijke situaties zoekt het Internationale Rode Kruis de publiciteit, als dit in het belang is van de gevangenen, om publiekelijk zorg te uiten over een bepaalde situatie.
Een andere taak van het Rode Kruis is het voorkómen van schendingen van het humanitair oorlogsrecht en het opsporen en ondersteunen van oorlogsslachtoffers. Voor en tijdens conflicten dringt het Internationale Rode Kruis bij de strijdende partijen aan op naleving van het humanitair oorlogsrecht. Het Rode Kruis geeft ook onderwijs in het humanitair oorlogsrecht en bevordert onderzoek.

## Trivia
- De vlag van het Rode Kruis mag niet worden verward met het kruis van Sint-Joris, dat de vlag is van Engeland, Georgië, Freiburg im Breisgau en een aantal andere plaatsen. Het rode kruis van Sint-Joris loopt door tot de rand van de vlag, in tegenstelling tot dat van het Rode Kruis.
- Tijdens de reddingsoperatie van Íngrid Betancourt in juli 2008 maakte een Colombiaans soldaat gebruik van het teken, uit vrees voor zijn leven. President Álvaro Uribe gaf dit voorval openlijk toe. De Verdragen van Genève verbieden het ongeoorloofd gebruik van het symbool.
- In 2007 heeft farmaceutisch bedrijf Johnson & Johnson het Amerikaanse Rode Kruis aangeklaagd.[8] Beide organisaties gebruiken al ruim honderd jaar hetzelfde symbool, maar het Rode Kruis gebruikt dit sinds enkele jaren ook op de producten die ze verkopen. Volgens Johnson & Johnson was dit een schending van het handelsmerk. De partijen hebben uiteindelijk in 2008 in goede verstandhouding het geschil bijgelegd.[9]
- De Belgische afdeling van het Rode Kruis is de oudste Rodekruisvereniging. Het Belgische Rode Kruis werd opgericht op 4 februari 1864 kort na de Internationale Conferenties van Genève, onder impuls van Dr. A. Uytterhoeven. Op 14 oktober 1864 bekrachtigde de Belgische regering de stichting.
- Rode Kruis Vlaanderen gebruikt sinds 2015 benamingen in het Esperanto voor twee van haar gebouwen in Mechelen: Sango[10] en Sukuro.